# Brandi Disterheft

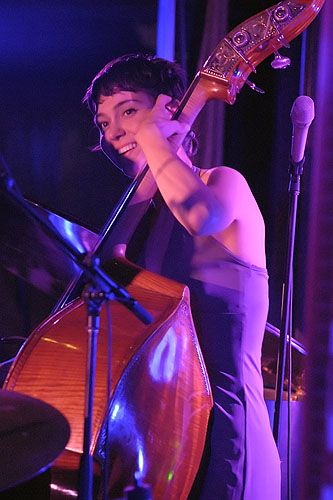
Brandi Disterheft

Brandi Disterheft (* 1980 in Vancouver) ist eine kanadische Jazzmusikerin (Kontrabass, Komposition, auch Gesang) des Modern Jazz.

## Leben und Wirken
Disterheft wuchs in North Vancouver auf, wo sie die Handsworth Secondary School besuchte. Bereits während ihrer Schulzeit trat sie mit ihrer Mutter, einer aus Chicago stammenden Jazz-Organistin und Pianistin auf. Nach dem Schulabschluss erhielt sie ein Stipendium zum Studium am Humber College in Toronto, an dem sie Unterricht bei Don Thompson hatte. Disterheft studierte außerdem bei Rufus Reid, Rodney Whitaker und Oscar Peterson.
Aufnahmen entstanden seit den frühen 2000er-Jahren mit Greg de Denus, später auch mit Hank Jones, Renee Rosnes und Vincent Herring. 2006 entstand (zum Teil mit dem Gastmusiker David Virelles) ihr erstes Album Debut; es wurde mit dem Juno Award als Traditional Jazz Album des Jahres ausgezeichnet. 2010 zog Disterheft nach New York City, wo sie bei Jam-Sessions (u. a. im Smoke) spielte und bei Ron Carter studierte. In dieser Zeit entstand ihr drittes Album Gratitude (2012), mit Sean Jones, Vincent Herring, Anne Drummond, Renee Rosnes und Gregory Hutchinson. Das Album präsentierte sie auch als Sängerin. Auf ihrem vierten Album Blue Canvas wirkten Harold Mabern und Joe Farnsworth mit. Im Bereich des Jazz war sie zwischen 2003 und 2015 an 33 Aufnahmesessions beteiligt. 2019 leitete Disterheft auch ein Quartett, dem Craig Handy, Alex Minasian (Piano) und Carmine Intorre (Drums) angehören.

## Diskographische Hinweise
- Debut (Superfran Records, 2007)
- Second Side (Justin Time Records, 2009)
- Gratitude (Justin Time, 2012)
- Vincent Herring/Cyrus Chestnut/Brandi Disterheft/Joe Farnsworth: The Uptown Shuffle (Smoke, 2013)
- Blue Canvas (Justin Time, 2016)
- Surfboard (Justin Time, 2020)